# Korkuteli (Antalya)
Korkuteli est une ville et un district de la province d'Antalya dans la région méditerranéenne en Turquie.

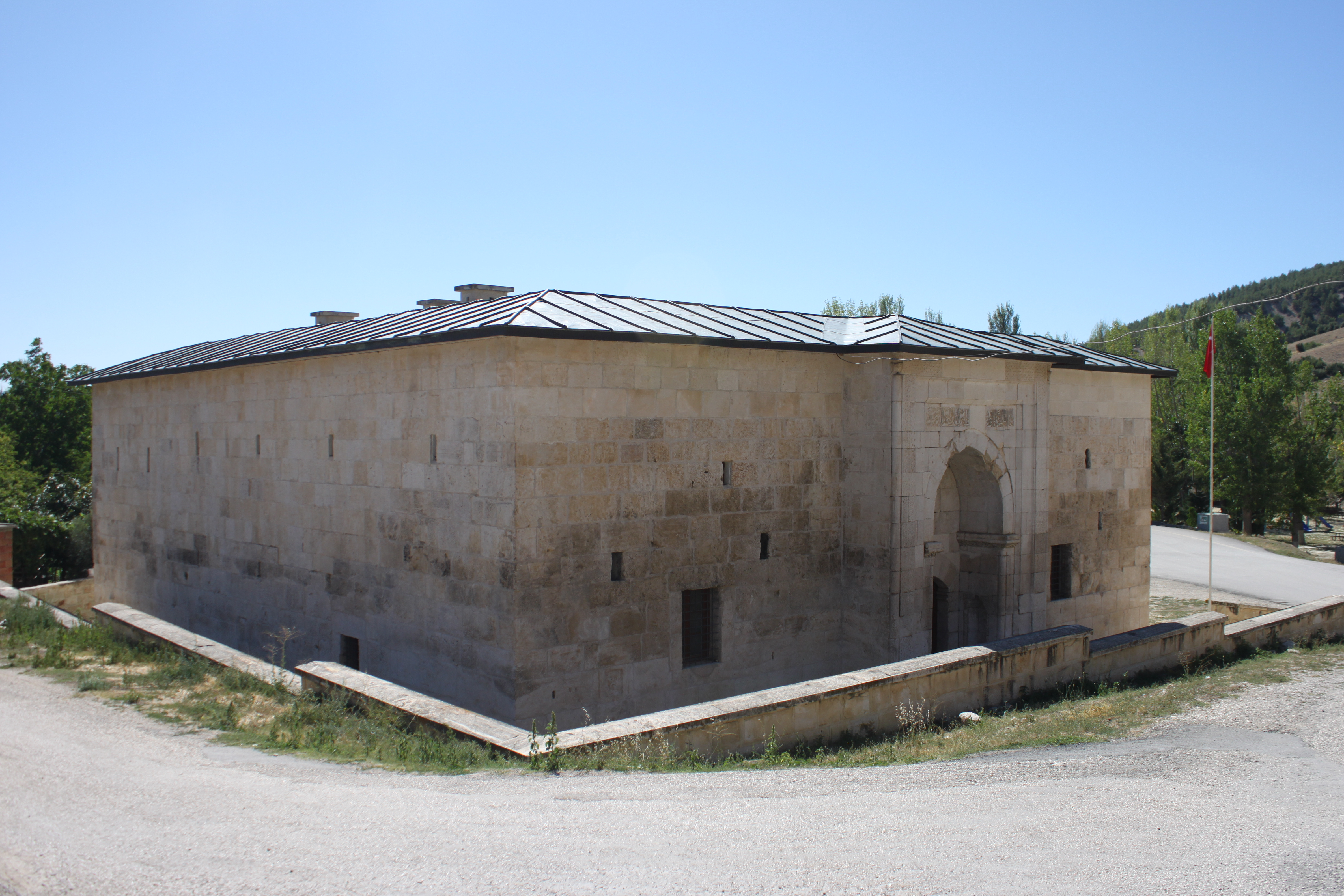
École coranique de Korkuteli, construite au début du XIIIe siècle sous le sultan Kai Kobad I.

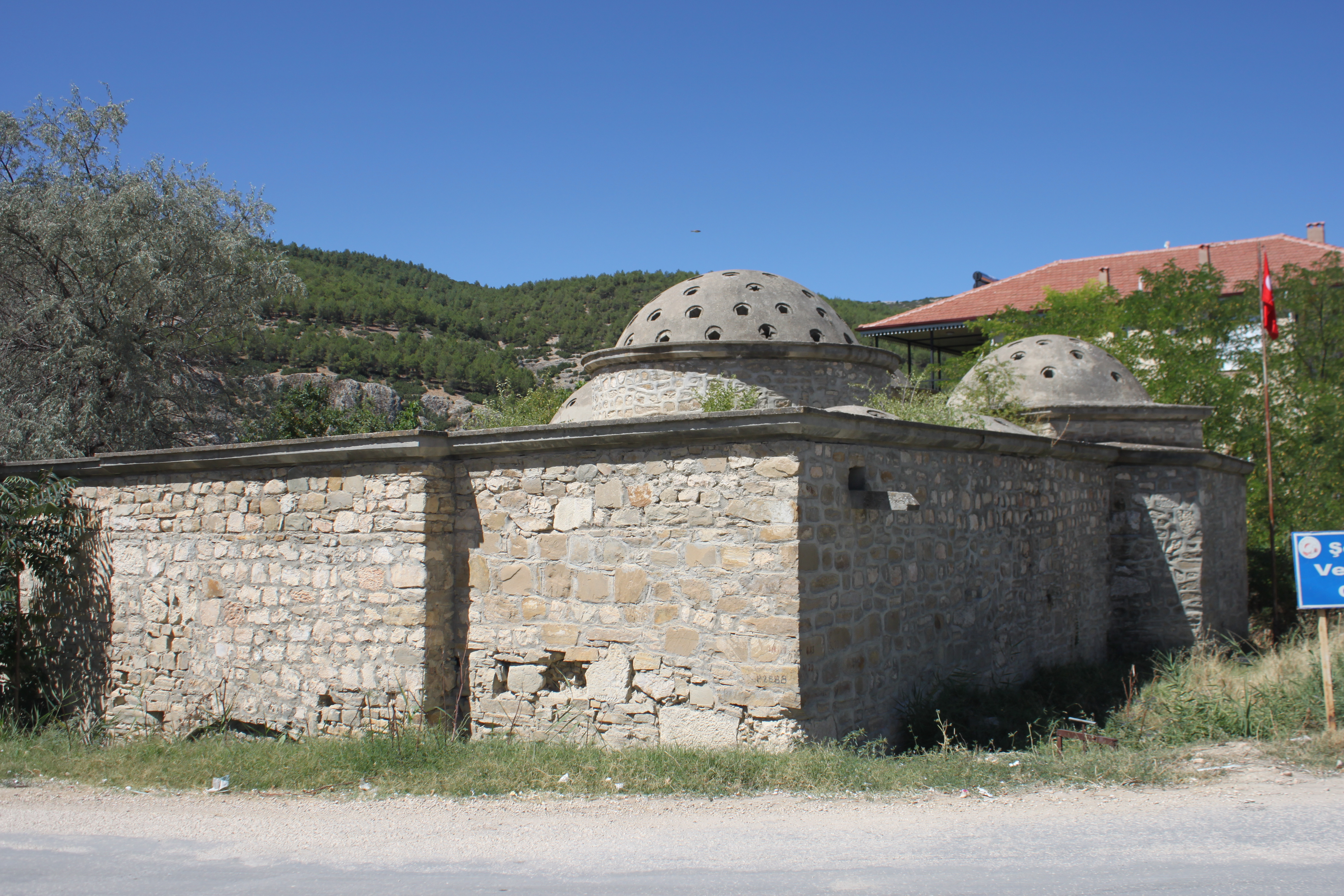
Korkuteli; le Tarihi Hamam ("Haman historique") un bain public de la période Seljuq, XIIIe siècle.